# 池田博教
池田 博教（いけだ ひろのり）は、江戸時代後期の岡山藩の家老、備前国建部領主。建部池田家（森寺池田家）10代当主。

## 家系
建部池田家（森寺池田家）は池田恒興の育ての親の森寺秀勝に始まる家で、恒興の三男池田長吉の三男長政が実兄の3代森寺長貞の養子となって池田氏を称し、備前建部1万4000石（6代宗春以降は1万石）を領した。代々岡山藩家老。明治39年（1906年）博愛が男爵に叙され華族となる。庶子は森寺氏や森氏を称す。

## 略歴
安永元年（1772年）7月21日、岡山藩家老池田博道の嫡男として備前岡山内山下本邸に誕生。母は岡山藩筆頭家老伊木忠知の娘照子。
天明4年（1784年）10月、火消方助。天明6年（1786年）3月1日、初めて藩主治政に拝謁する。寛政2年（1790年）2月22日、元服して「博教」と名乗る。
寛政7年（1795年）3月12日、火消代番助。享和3年（1803年）8月18日、父博道が病のため隠居し、家督を相続。岡山藩家老、備前建部1万石の領主となり、家老に任命され、通称を「右膳」と名乗る。同日、火消代番。
文化2年（1805年）6月、藩主治政の命で「隼人」と名乗る。
文化3年（1806年）8月20日に岡山内山下本邸で急死した。嫡子弁之進（博忠）が幼いことから、弟（実は庶長子）の方智が中継養子（看抱、看抱養子とも言う。家督を継ぐべき子供が幼い場合に、親族が成長するまで当主を代行すること）として家督を継いだ。享年35。岡山小橋町國清寺に葬られた。

## 系譜
- 父：池田博道（1748-1812）
- 母：照子 (仙) (伊木忠知)の娘
- 婚約者：小弁 - 池田政喬の娘
- 正室：國子 (高松藩一門松平頼裕)の娘
  - 長女：松代
  - 次女：静(丸亀藩京極家家老佐々光宣室)
  - 次男：池田博忠 - 池田方智の養子
- 側室：遠山氏
  - 長男：池田方智 (博教が部屋住時代に側室に産ませた庶長子だが、公的には父博道の子とされた)